# ألونزو هيرندون
ألونزو هيرندون (بالإنجليزية: Alonzo Herndon)‏ هو رائد أعمال أمريكي، ولد في 26 يونيو 1858 في سوشال سيركل في الولايات المتحدة، وتوفي في 21 يوليو 1927 في أتلانتا في الولايات المتحدة.